# لهاجی بادیانه
لهاجی بادیانه (انگلیسی: Lhadji Badiane؛ زادهٔ ۱۶ آوریل ۱۹۸۷) بازیکن فوتبال اهل فرانسه است.
از باشگاه‌هایی که در آن بازی کرده‌است می‌توان به باشگاه فوتبال دیژون، باشگاه فوتبال رن، و باشگاه فوتبال کلرمون فوت اشاره کرد.